# Открытое море: Новые жертвы
«Открытое море: Новые жертвы» (англ. The Reef, дословно — «Риф») — австралийский триллер 2010 года, режиссёра Эндрю Трауки, основанный на реальной истории, случившейся с Рэем Боунди в 1983 году. Фильм был номинирован на премию Академии научной фантастики, фэнтези и фильмов ужасов за лучшее DVD-издание фильма.
Несмотря на название, данное фильму в российском прокате, он никак не связан с одноимённым фильмом 2003 года.

## Сюжет
Люк приглашает своего друга Мэтта и его девушку Сьюзи прогуляться на яхте к коралловым рифам. К ним присоединяются приятель Люка — Уоррен и сестра Мэтта — Кейт (бывшая подруга Люка).
На второй день путешествия яхта наткнулась на риф и перевернулась килем вверх, но не затонула.
Понимая, что опрокинутое судно долго не продержится на воде, Люк, Мэтт и обе девушки решают добраться до ближайшего берега вплавь, только один Уоррен остаётся ждать спасателей на перевёрнутой яхте. Вскоре друзья замечают, что их преследует огромная белая акула.
Первой акула атакует Мэтта, отплывшего от остальной группы за обломком держащего их на плаву пластика. Группа ночует посреди открытого океана, а наутро обнаруживает неподалёку рифы и решает направиться в ту сторону. Белая акула нападает снова, разделяя команду и съедая Сьюзи. Люк и Кейт продолжают плыть, перемещаясь между выступающими у поверхности воды островками, и Кейт случайно ранит ногу на одном из них. Вновь привлечённая запахом крови акула нападает на последнем отрезке пути у крупного островка: Люк не успевает забраться на скользкие гладкие камни, но подталкивает туда Кейт.
Фильм заканчивается закадровым текстом: Кейт была найдена моряками на следующий день, и, несмотря на поиски, никаких следов Уоррена и яхты не было обнаружено.

## В ролях
- Дэмиэн Уолш-Хоулинг[англ.] — Люк
- Гайтон Грантли — Мэтт
- Зои Нэйлор[англ.] — Кейт
- Эдриэнн Пикеринг — Сьюзи
- Киран Дарси-Смит — Уоррен